# Langue des signes bolivienne
La langue des signes bolivienne (en espagnol : Lenguaje de señas bolivianas, LSB), est la langue des signes utilisée par les personnes sourdes et leurs proches en Bolivie.

## Histoire
En 1973, des missionnaires américains importent la langue des signes américaine (ASL) en Bolivie et les langues des signes locales cessent d'être utilisées. Le premier dictionnaire de LSB est publié en 1992, avec plus de 90 % des signes venant de l'ASL. Des travaux de recherche dans les années 1990 et 2000 ajoutent beaucoup de signes locaux au vocabulaire de la LSB et des ouvrages pour l'apprentissage et l'enseignement de la LSB sont publiés, malgré tout, encore 70 % des signes sont les mêmes que ceux de l'ASL.

## Utilisation
En 2002, il y a plus de 25 établissements pour les sourds en Bolivie.